# Bataille de Varsovie (1656)
Pour les articles homonymes, voir Bataille de Varsovie.
Première guerre du Nord
Batailles
- Żarnów
- Kłecko
- Sobota
- Varsovie
- Riga
- Prostki
- Chojnice
- Marche des Belts
- Öresund
- Copenhague
- Nyborg
- Kolding

La bataille de Varsovie se déroula près de la capitale polonaise du 28 au 30 juillet 1656, opposant l'armée polonaise à celles de la Suède et du Brandebourg. Ce fut l'une des principales batailles de la première guerre du Nord et elle se termina par la victoire de la Suède et du Brandebourg.

## Prélude
L'armée de la république des Deux Nations, commandée par le roi Jean II Casimir Vasa, est forte d'environ 36 000 hommes, dont 2 000 Tatars et à peine 4 000 fantassins, ainsi que 18 canons. De l'autre côté, les armées de Suède et du Brandebourg, dirigées par le roi Charles X Gustave de Suède et l'électeur Frédéric-Guillaume Ier de Brandebourg, comptent en tout 19 000 hommes, 12 500 cavaliers et 6 500 fantassins, ainsi que 47 canons. Les armées alliées ont débarqué à Dantzig et avancent vers le sud en direction de Varsovie. 
Jean II Casimir a fait traverser la Vistule à son armée et marche à la rencontre de ses ennemis, qui se trouvent sur la rive droite, à environ 5 kilomètres au nord de Praga. Charles X Gustave avait espéré détruire les troupes lituaniennes et tatares avant qu'elles se joignent au reste de l'armée polonaise, mais son plan a échoué. Beaucoup d'officiers suédois et brandebourgeois considèrent que l'armée ennemie leur est désormais trop supérieure en nombre et conseillent de battre en retraite mais le roi choisit de se battre.

## La bataille

### Premier jour
Le 28 juillet, l'armée suédo-brandebourgeoise se livre à un assaut frontal et conventionnel qui est repoussé. L'espace entre la forêt de Białołęka à l'est et la Vistule à l'ouest est très étroit et empêche l'infanterie alliée de former une ligne de bataille efficace avec leurs mousquets et leurs piques. D'autre part, les Polonais ont construit des terrassements fortifiés devant leurs lignes, créant ainsi une position défensive très difficile à prendre d'assaut.

### Deuxième jour
Le 29, Frédéric-Guillaume effectue personnellement une mission de reconnaissance et repère, à côté de la forêt, une petite colline qui est assez élevée pour qu'on ait une vision dégagée et dont l'emplacement est idéal pour positionner les canons. Il la fait prendre d'assaut par ses troupes et place son artillerie dessus tout en résistant aux charges polonaises pour le déloger.
Les Brandebourgeois détournant l'attention de l'armée polonaise, la très mobile cavalerie suédoise en profite pour entamer une manœuvre risquée. Les cavaliers contournent la forêt de Białołęka sans se faire repérer et consolident une nouvelle position sur l'aile droite de l'armée polonaise qui fait que sa ligne de bataille devient intenable. L'apparition soudaine des Suédois sur leur flanc pousse les Polonais à se lancer dans une série d'attaques mal coordonnées qui s'épuisent à la tombée de la nuit, bien que les cavaliers tatars continuent à harceler leurs adversaires.
Pendant la nuit, Jean II Casimir réalise que la victoire est devenue impossible et décide de faire évacuer le train de bagages ainsi que son infanterie sur l'autre rive de la Vistule, alors que la cavalerie va devoir prolonger le combat pour couvrir la retraite avant de se replier vers le sud.

### Troisième jour
La retraite polonaise planifiée la veille au soir est très mal exécutée pendant la nuit et des embouteillages se créent sur le pont enjambant la Vistule. Au lever du soleil, les Suédois et les Brandebourgeois sont déjà en position de bataille alors que les Polonais sont encore en train de se préparer. L'attaque de l'armée alliée se déclenche vers 8 heures du matin, commençant par un long bombardement d'une heure et étant suivie par une charge de piquiers contre les lignes polonaises démoralisées et désorganisées. Frédéric-Guillaume mène une charge de cavalerie sur l'aile droite et crée une profonde brèche sur l'arrière des lignes ennemies, qui provoque la désintégration des unités polonaises.
Cependant, une querelle entre officiers suédois et brandebourgeois sur la tactique à adopter donne à plusieurs régiments polonais le temps de se replier vers le pont. Mais le goulet d'étranglement qui s'est créé de l'autre côté du pont provoque un mouvement de panique et de nombreux soldats tombent dans le fleuve. Le pont s'effondre mais est rapidement réparé tandis que la cavalerie polonaise résiste aux assauts ennemis. Une fois que l'artillerie et l'infanterie ont enfin traversé, Jean II Casimir donne l'ordre de brûler le pont pour empêcher toute poursuite.
Toutefois, la plus grande partie de la cavalerie polonaise est encore sur l'autre rive. Au nombre d'environ 10 000 cavaliers, elle fait mouvement vers le sud en passant par un étroit corridor. Leurs adversaires sont surpris par cette manœuvre intrépide et ne réagissent pas assez vite pour lancer une attaque de flanc qui aurait coupé la retraite des Polonais et aurait causé un désastre pour eux. La bataille se termine à la place de cela par la cavalerie suédoise abattant et capturant les traînards éparpillés.

## Conséquences
Les Polonais ont été vaincus et doivent se replier sur Lublin mais leur armée a échappé au désastre. Les armées alliées organisent une parade victorieuse à travers les rues de Varsovie mais elles savent qu'elles sont incapables de tenir la ville et sont donc forcées de l'abandonner peu après. La défaite polonaise conduit néanmoins Jean II Casimir à concéder au Brandebourg la souveraineté sur le duché de Prusse en échange d'un arrêt des hostilités de leur part et d'une alliance entre les deux pays, cet accord étant signé lors du traité de Wehlau, le 19 septembre 1657.

## Sources
- Svenska Slagfält, 2003, Walhlström & Widstrand,  (ISBN 91-46-21087-3).
- Miroslav Nagielski, Warszawa 1656, Bellona, 1990.